# Catostemma durifolius
Catostemma durifolius är en malvaväxtart som beskrevs av W.S. Alverson. Catostemma durifolius ingår i släktet Catostemma och familjen malvaväxter. Inga underarter finns listade i Catalogue of Life.